# Міста Башкортостану
У Башкортостані виділяється 23 міських населених пункти, серед яких:
- 21 місто, в тому числі:
  - 8 міст республіканського значення — в списку виділені помаранчевим кольором,
  - 1 місто — закрита адміністративно-територіальна одиниця (ЗАТО),
  - 12 міст районного значення;
- 2 селища міського типу (робітничих селища) — у списку виділені сірим кольором.

| №  | Герб | Название                       | значення, район / місто респуб. знач. | Населення, осіб станом на 2019 рік | Площа, км² | Заснування або перша згадка |
| -- | ---- | ------------------------------ | ------------------------------------- | ---------------------------------- | ---------- | --------------------------- |
| 1  |      | Агідель башк. Ағиҙел           | республіканське, Агідель              | 14 601                             |            | 1980                        |
| 2  |      | Баймак башк. Баймаҡ            | районне, Баймацький район             | 17 254                             | 139,00     | 1748                        |
| 3  |      | Белебей башк. Бәләбәй          | районне, Белебеївський район          | 59 137                             | 34,26      | 1715                        |
| 4  |      | Бєлорєцьк башк. Белорет        | районне, Бєлорєцький район            | 65 054                             | 41,00      | 1762                        |
| 5  |      | Бірськ башк. Бөрө              | районне, Бірський район               | 46 362                             | 77,31      | 1663                        |
| 6  |      | Благовєщенськ башк. Благовещен | районне, Благовєщенський район        | 34 967                             |            | 1756                        |
| 7  |      | Давлеканово башк. Дәүләкән     | районне, Давлекановський район        | 23 499                             |            | XVIII століття              |
| 8  |      | Дюртюлі башк. Дүртөйлө         | районне, Дюртюлинський район          | 30 912                             |            | 1795                        |
| 9  |      | Ішимбай башк. Ишембай          | районне, Ішимбайський район           | 64 307                             | 103,47     | 1932                        |
| 10 |      | Кумертау башк. Күмертау        | республіканське, місто Кумертау       | 59 762                             | 170,00     | 1947                        |
| 11 |      | Міжгор'є башк. Межгорье        | ЗАТО, місто Мєжгор'є                  | 15 603                             |            | 1979                        |
| 12 |      | Мелеуз башк. Мәләүез           | районне, Мелеузівський район          | 57 248                             |            | XVIII століття              |
| 13 |      | Нефтекамськ башк. Нефтекама    | республіканське, город Нефтекамськ    | 129 173                            | 147,25     | 1957                        |
| 14 |      | Октябрський башк. Октябрьский  | республіканське, місто Октябрський    | 114 194                            | 98,83      | 1946                        |
| 15 |      | Приютово башк. Приют           | районне, Белебеївський район          | 19 132                             | 11,57      | 1870                        |
| 16 |      | Салават башк. Салауат          | республіканське, місто Салават        | 151 571                            | 106,23     | 1948                        |
| 17 |      | Сібай башк. Сибай              | республіканське, місто Сібай          | 61 344                             | 157,40     | 1913                        |
| 18 |      | Стерлітамак башк. Стәрлетамаҡ  | республіканське, місто Стерлітамак    | 278 127                            | 108,52     | 1735                        |
| 19 |      | Туймази башк. Туймазы          | районне, Туймазинський район          | 68 587                             |            | 1912                        |
| 20 |      | Уфа башк. Өфө                  | республіканське, місто Уфа            | 1 124 226                          | 707,93     | 1574                        |
| 21 |      | Учали башк. Учалы              | районне, Учалинський район            | 37 710                             | 56,00      | 1955                        |
| 22 |      | Чишми башк. Шишмә              | районне, Чишминський район            | 22 733                             | 33,67      | 1650                        |
| 23 |      | Янаул башк. Яңауыл             | районне, Янаульський район            | 25 361                             | 26,00      | 1914                        |